# Vala Flosadóttir
 Vala Flosadóttir, née le 16 février 1978 à Reykjavik, est une ancienne athlète islandaise, ayant pratiqué le saut à la perche.

## Carrière sportive
Après une excellente carrière chez les juniors (cinq records du monde battus), elle débute chez les seniors avec le titre de championne d’Europe en salle en 1996, à l’âge de 18 ans seulement, avec un bond à 4,16m. Après le bronze toujours aux championnats d’Europe en salle en 1998, elle décroche l’argent aux Mondiaux en salle de Maebashi au Japon en 1999. Après une quatrième place aux championnats d’Europe en salle de Gand en février 2000, elle atteint le sommet de sa carrière avec une médaille de bronze aux Jeux olympiques de 2000 à Sydney, en établissant son record personnel (4,50 m), derrière Stacy Dragila (États-Unis) et Tatiana Grigorieva (Russie). Elle devient par là même la première médaillée olympique féminine de l’histoire du sport islandais. Elle met un terme à sa carrière en 2004.

## Palmarès et records

### Jeux olympiques d'été
- Médaille de bronze au saut à la perche aux Jeux olympiques d'été de 2000 à Sydney,  Australie

### Championnats du monde d'athlétisme
- En salle
  -  Médaille d'argent aux Championnats du monde d'athlétisme de 1999 à Maebashi,  Japon

### Championnats d'Europe d'athlétisme
- En salle
  -  Médaille d’or aux Championnats d'Europe d'athlétisme en salle de 1996 à Stockholm,  Suède
  -  Médaille de bronze aux Championnats d'Europe d'athlétisme en salle de 1998 à Valence,  Espagne

## Divers
- Elle a été élue sportive de l'année 2000 en Islande par la presse (troisième femme récompensée depuis 1956)[1].